# 天劇キネマトロン
天劇キネマトロン（てんげきキネマトロン）は、大阪府大阪市北区中崎西にある映画館（ミニシアター）である。

## 沿革
2008年に映像制作支援団体「天影公司」のプロデュースによって制作された自主映画専門映画館。
逆指名上映会をメインに上映し、ドキュメンタリーからドラマまで製作者の発表の場と上映後、観客と製作者が交流できるBar朱夏を併設し文化交流でき、様々な講演会やセミナーができる朱雀ホールも併設する。映画館にはインターネット放送設備もある。
本館の建物老朽化により、2021年からは2号館である「天劇キネマトロン・アネックス」がメインの天劇キネマトロンとして稼働している。

## 過去の主な上映作品

### 海外作品
- アレッポ 最後の男（ デンマーク、 シリア）
- オキュパイ・ラブ（ カナダ)
- ザ・トゥルー・コスト ファストファッション 真の代償（ アメリカ合衆国）
- 女を修理する男（ ベルギー、 コンゴ民主共和国、 アメリカ合衆国）

### 日本作品
- ゆきゆきて、神軍（ 日本）
- 蘇生（ 日本）
- ごはん（ 日本）
- ビヨンド・ザ・ウェイブス（ 日本、 ベルギー）
- 世界でいちばん美しい村（ 日本）
- 突然失礼致します!（ 日本）